# Our Kind of Love
Our Kinf of Love è un singolo del gruppo musicale statunitense Lady Antebellum, pubblicato il 31 maggio 2010 come terzo estratto dal secondo album in studio Need You Now.
Il brano è stato scritto in collaborazione con Busbee.
Il singolo ha raggiunto la posizione numero 51 della Billboard Hot 100 e la numero 1 nella Hot Country.

## La canzone
La canzone incarna perfettamente lo stile della band, caratterizzato da un mix equilibrato tra country tradizionale e pop moderno, con melodie avvolgenti e armonie vocali coinvolgenti.
Il testo racconta una storia d’amore semplice e genuina, fatta di momenti spontanei e di piccole gioie quotidiane. I protagonisti descrivono il loro legame come qualcosa di autentico e libero, paragonandolo a esperienze leggere e spensierate, come correre sotto la pioggia o ridere senza motivo. C’è un senso di freschezza e giovinezza che permea tutta la canzone, con l’idea che l’amore migliore non sia quello pianificato o perfetto, ma quello vissuto nel presente, con entusiasmo e senza troppe preoccupazioni per il futuro.
Musicalmente, il brano è costruito su una melodia energica e positiva, con chitarre brillanti, una sezione ritmica vivace e le voci di Hillary Scott e Charles Kelley che si intrecciano armoniosamente, dando vita a un’atmosfera calda e coinvolgente. La produzione è curata e moderna, mantenendo però una forte identità country che rende la canzone immediatamente riconoscibile.

## Video musicale
Il videoclip, diretto da Chris Hicky vede i Lady Antebellum intenti a cantare in una rimessa di vecchie giostre; si alternano a loro immagini della storia d'amore di una coppia.

## Classifiche
| Classifica | Posizione massima |
| ---------- | ----------------- |
| Canada     | 61                |
| USA        | 51                |